# مهران يوسف
مهران يوسف إعلامي سوري ولد في دمشق عام 1936 لعائلة تتكون من أخ وأخت وهو الثالث، لوالد أرمني هاجر من لواء اسكندرون واستقر في دمشق، وتعرف على والدته وهي من الميدان في دمشق، تزوجها وعمل في صناعة «المشط» التي كانت مزدهرة تلك الأيام.

## نشأته
درس المرحلة الابتدائية في مدرسة يوحنا الدمشقي في القصاع القريبة من منزل أهله، أكمل الإعدادية والثانوية في مدارس الآسية في باب توما، وكان طيلة فترة دراسته من المتفوقين.
توفي والده وهو في العاشرة من عمره، فتولى شقيقه الأكبر رعايته، وبعد أن نال الشهادة الثانوية رغب أن يحقق حلم طفولته بأن يكون طياراً، فتقدم إلى الكلية الجوية ونجح، واستدعي بعد ذلك للالتحاق بالكلية، ولكنه لقي ممانعة كبيرة من أخيه، فصرف النظر عن هذا الموضوع.
وفي هذه الفترة سجل في جامعة دمشق، وعمل مديراً لمدرسة ابتدائية خاصة تابعة للأرمن لكنه أهمل دراسته الجامعية، وكان مغرماً بسماع الإذاعات، أحب صوت عادل خياطة وخلدون المالح وفؤاد شحادة، هؤلاء العمالقة الذين تعاقبوا على إذاعة دمشق قبل دخولهم في مجال التلفزيون.

## حياته المهنية
في عام 1962 أعلن عن مسابقة لاختيار مذيعين فتقدم لها وكان من الناجحين مع عدد من المتقدمين ومنهم «أحمد زين العابدين ومحمد قطان وسمير رفعت والسيدة فطمة خزندار».
عمل في مجال الإذاعة بداية، ثم التلفزيون إضافة لعمله بالتدريس وهكذا إلى أن التقى ذات يوم مدير عام الإذاعة والتلفزيون الأستاذ عطية الجودة، وسأله عن الشهادة التي يحملها فقال له مهران: «بكالوريا» فرد عليه بكلمات قاسية أثرت فيه، وقرر على أثرها متابعة الدراسة، ولكن لم يعد يسمح له بمتابعتها في جامعة دمشق بسبب مضي عشر سنوات على الشهادة الثانوية لذلك سجل في بيروت ونال إجازة في الأدب العربي خلال أربع سنوات.

### في التلفزيون
بعد عمله لفترة في الإذاعة انتقل إلى التليفزيون، وفي المرحلة الأولى لتأسيسه قدم عدداً من البرامج المتميزة رغم الإمكانيات المتواضعة التي كان يمتلكها التلفزيون آنذاك، ليعاصر فترة البرامج التي كانت تأتي من القاهرة نتيجة التبادل أيام الوحدة، وفترة الانفصال، ومن ثم ثورة الثامن من آذار، فمرحلة الانتقال من البث بالأبيض والأسود إلى البثّ الملوّن وقد قدم في بداياته البرامج السياسية، ولاحقاً برنامج «مجلة التلفزيون» إلى جانب العديد من برامج المسابقات، وكان يعتز كثيراً ببرامجه التي قدمها كـ «أبيض وأسود» و«حظّك» وبرنامج «أبراج» وكلها بالأبيض والأسود، وعندما صار البثّ بالألوان قدم برنامجه الشهير «الحظ وشيء آخر» الذي جمع بين فقرات المسابقات والفقرات الفنية الغنائية التي استضاف فيها بعضاً من نجوم الغناء في سورية والوطن العربي، كما لا يمكن للمشاهد أن ينسى تغطيته المميزة لرحلة الفضاء السورية-السوفييتية عام 1987.
كما ارتبطت صورته وصوته بالأحاديث التي كان يدلي بها الرئيس السوري الراحل حافظ الأسد وهو الذي تخصص بقراءتها بشكل دائم عبر الإعلام، ولذلك يؤكد في حديث له أن قراءته لنبأ وفاة حافظ الأسد كانت من أصعب المواقف التي مرّ بها خلال مسيرته الإعلامية.
أما برنامجه «سؤال عالماشي» فكان آخر برنامج يقدمه في التلفزيون وكان يعتمد على المعلومة السريعة حول مسميات الشوارع والساحات والأحياء في دمشق وبعض المدن السورية، ليبقى حتى المرحلة الأخيرة من عمله التلفزيوني يقدم نشرات الأخبار المحلية بأسلوب اتسم بالجرأة وهو يتابع فيها قضايا المواطنين من خلال طرح مشاكلهم على المعنيين مباشرة عبر الهاتف.
لم تغر مهران يوسف المحطات الفضائية وقد عرض عليه العمل في قطر كما عرض عليّه عمل آخر في دبي ورفضه أيضاً، والسبب حبه العيش في سورية وفي هذا الخصوص قال سابقا: «عندي بلدي بالدنيا ولست مستعداً للذهاب لأي مكان آخر».

## وفاته
توفي الإعلامي والمذيع السوري مهران يوسف يوم الاثنين 25 شباط 2013 إثر إصابته بنوبة قلبية عن عمر يناهز 77 عاماً، بعد مسيرة طويلة ومتميزة في العمل الإعلامي.